# Карнатака
Карна́така (каннада ಕರ್ನಾಟಕ, англ. Karnataka) — штат на південному заході Індії. Створений 1 листопада 1956 року. Столиця і найбільше місто — Бенгалуру.

## Економіка
Карна́така — один з центрів індійської IT-індустрії. На один лише Бангалор припадає 35 % високотехнологічної продукції країни.

## Визначні місця
- В Майсурі, колишній столиці всієї Південної Індії включаючи нинішні Карна́таку, Тамілнад і значну частину Керали, і старій столиці штату, зосереджена низка палаців, що приваблюють внутрішніх туристів, попри порівняно невеликий вік. Над містом підноситься священна гора з храмом Махішасурамардіні та іншими.
- Джайнська святиня — колосальна статуя святого Бахубалі під назвою Гоматешвара.
- Поселення біженців із Тибету, що виникли в 1960-х роках XX століття мають низку храмів, типових лише для Північної Індії та Тибету.
- У сучасній столиці штату, Бангалорі, є копія Віндзорського замку, виконана на замовлення місцевого раджі.
- На шляху між Бангалором і Майсуром розташована покинута садиба російського художника Святослава Реріха та його дружини Девіки Рані, на території якої вони поховані.